# Daniel McLay
Daniel McLay (Wellington, Nova Zelândia, 3 de janeiro de 1992) é um ciclista britânico que atualmente corre para a equipa Arkéa Samsic.

## Palmarés
- 2011
- Grande Prêmio Waregem

- 2012
- De Drie Zustersteden

- 2014
  - 1 etapa do Volta à Normandia
  - 1 etapa da Paris-Arras Tour
  - 1 etapa do Tour de l'Avenir

- 2015
  - 1 etapa da Tropicale Amissa Bongo

- 2016
- Grande Prêmio de Denain
- Grande Prêmio do Somme

- 2017
- Troféu Palma
- Tour de Eurométropole[1]

- 2018
  - 1 etapa do Circuito de la Sarthe

- 2019
  - 1 etapa do Herald Sun Tour
  - 1 etapa do Tour de Guangxi

## Resultados nas Grandes Voltas
| Carreira        | 2015 | 2016  | 2017 | 2018 | 2019 |
| --------------- | ---- | ----- | ---- | ---- | ---- |
| Giro d'Italia   | -    | -     | -    | -    | -    |
| Tour de France  | -    | 170.º | Ab.  | -    | -    |
| Volta a Espanha | -    | -     | -    | -    | -    |

-: não participa

Ab.: abandono
 

## Equipas
- Bretagne/Fortuneo (2015-2017)
  - Bretagne-Séché Environnement (2015-06.2016)
  - Fortuneo-Vital Concept (06.2016-07.2017)
  - Fortuneo-Oscaro (07.2017-12.2017)
- EF Education First (2018-2019)
  - EF Education First-Drapac (2018)
  - EF Education First Pro Cycling Team (2019)
- Arkéa Samsic[2] (2020)